# Hurlock
Hurlock és una població dels Estats Units a l'estat de Maryland. Segons el cens del 2000 tenia 1.874 habitants.

## Demografia
Segons el cens del 2000, Hurlock tenia 1.874 habitants, 710 habitatges, i 491 famílies. La densitat de població era de 289,4 habitants/km².
Dels 710 habitatges en un 35,8% hi vivien nens de menys de 18 anys, en un 44,2% hi vivien parelles casades, en un 19,2% dones solteres, i en un 30,8% no eren unitats familiars. En el 26,6% dels habitatges hi vivien persones soles el 12,8% de les quals corresponia a persones de 65 anys o més que vivien soles. El nombre mitjà de persones vivint en cada habitatge era de 2,62 i el nombre mitjà de persones que vivien en cada família era de 3,12.
Per edats la població es repartia de la següent manera: un 30,3% tenia menys de 18 anys, un 7,6% entre 18 i 24, un 28,4% entre 25 i 44, un 21,6% de 45 a 60 i un 12,2% 65 anys o més.
L'edat mediana era de 35 anys. Per cada 100 dones de 18 o més anys hi havia 81,8 homes.
La renda mediana per habitatge era de 32.935 $ i la renda mediana per família de 40.435 $. Els homes tenien una renda mediana de 29.697 $ mentre que les dones 21.555 $. La renda per capita de la població era de 15.446 $. Entorn del 8,2% de les famílies i l'11,4% de la població estaven per davall del llindar de pobresa.

## Poblacions més properes
El següent diagrama mostra les poblacions més properes.